# Ruud Koopmans

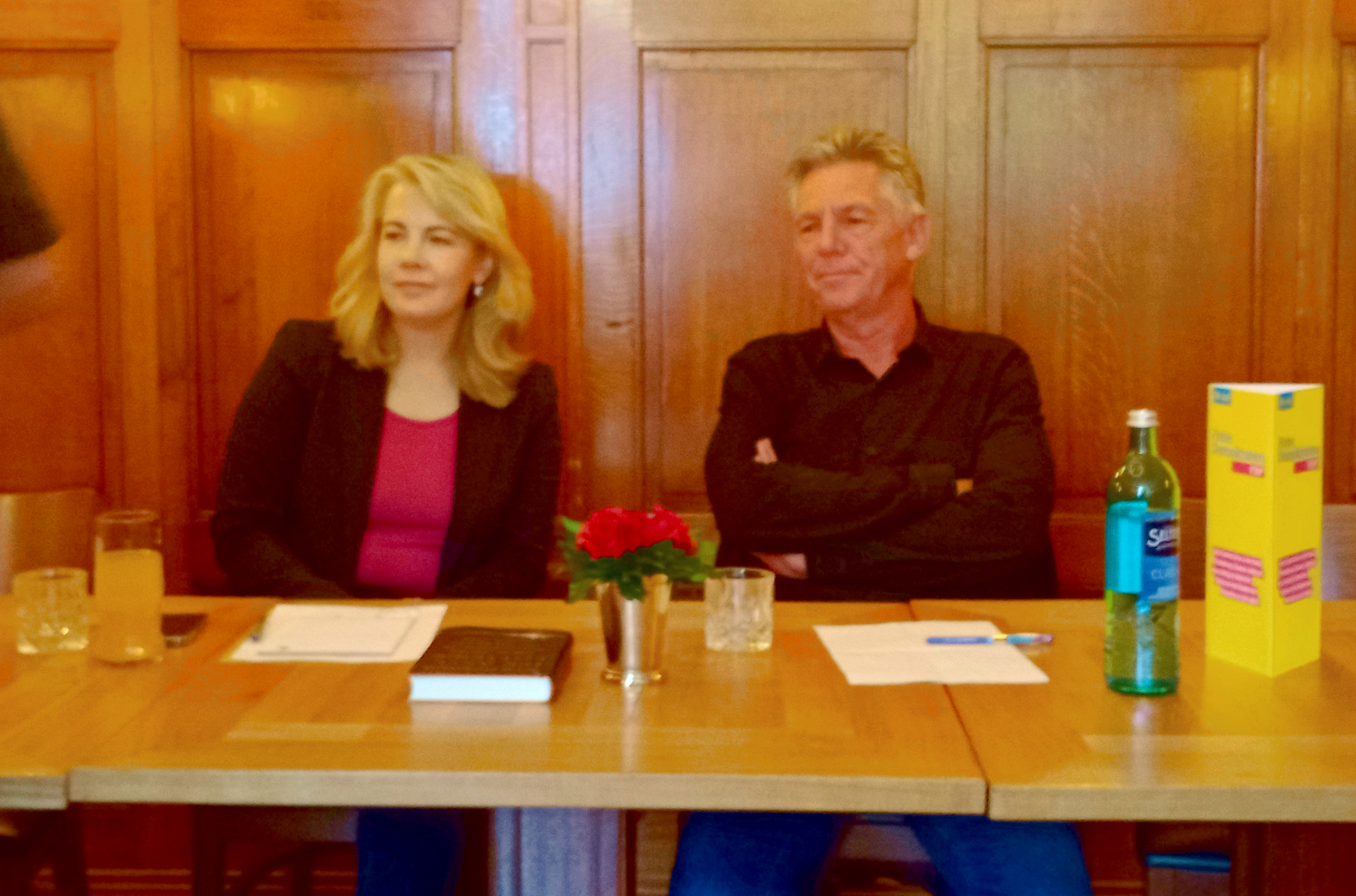
Linda Teuteberg en Ruud Koopmans, 2023

Ruud Koopmans (Uithoorn, 1961) is een Nederlandse hoogleraar sociologie aan de Humboldtuniversiteit in Berlijn en directeur van de afdeling "Migratie, Integratie en Transnationalisering" aan het Wissenschaftszentrum Berlin für Sozialforschung (WZB). Hij doet onder andere onderzoek naar sociale bewegingen, burgerschap, integratie, Europese integratie, religieus fundamentalisme en evolutionaire sociologie.

## Opleiding
Koopmans studeerde Landinrichtingswetenschappen aan de Landbouwuniversiteit Wageningen en studeerde (cum laude) af in de politicologie aan de Universiteit van Amsterdam (UvA). Koopmans promoveerde in 1992 aan de Amsterdamse School voor Sociaal-wetenschappelijk Onderzoek (ASSR), een onderzoeksinstituut van de UvA, op "Democracy from Below. New Social Movements and the Political System in West Germany".

## Loopbaan
Van 1993 tot 1994 was hij wetenschappelijk medewerker bij het Sociaal en Cultureel Planbureau (SCP) en daarna van 1994 tot 2003 aan het WZB in Berlijn. Van 2004 tot 2010 was hij hoogleraar sociologie aan de Vrije Universiteit in Amsterdam.
Zijn onderzoek richt zich onder andere op de oorzaken van extreemrechts geweld, integratiebeleid in internationaal vergelijkend perspectief, de rol van de welvaartsstaat bij integratieprocessen, het effect van multiculturalisme op vertrouwen en sociale cohesie, moslimfundamentalisme, de arbeidsparticipatie van moslims en hoe globalisering leidt tot een nieuwe politieke scheidslijn tussen kosmopolieten en communautaristen.

## Publicaties
Hij verwierf in Nederland brede bekendheid na een artikel in het tijdschrift Migrantenstudies getiteld "Zachte heelmeesters.." (2003). In het artikel hekelt hij het Nederlands multiculturele beleid. Koopmans stelde onder andere dat de positie van Turkse migranten in Duitsland beter was dan die van Turkse migranten in Nederland en wees het multiculturele beleid hierbij als oorzaak aan. Dat beleid zou segregatie in de hand werken, met alle gevolgen van dien. Naar aanleiding van deze stelling werd hij gehoord door de parlementaire commissie Blok. 
Hij publiceerde sindsdien een reeks opiniebijdragen in Nederlandse media, voornamelijk in opinieblad EW. Hij schreef over onder andere over de aanslag op Theo van Gogh, de relatie tussen Ayaan Hirsi Ali en de media, de nadelen van de dubbele nationaliteit, het WRR rapport over nationale identiteit, vreemdelingenhaat onder Turkse Nederlanders, alsmede een pleidooi voor een herwaardering van de nationale meerderheidscultuur. Hij schreef eveneens verschillende opiniestukken voor Duitstalige kranten. Over deze onderwerpen was hij ook meerdere keren te gast in Nederlandse en Duitse televisieprogramma's.
In de internationale wetenschappelijke vakliteratuur is hij een van de meest geciteerde Nederlandse sociale wetenschappers. Hij is (mede)auteur van meer dan tien boeken en meer dan honderd wetenschappelijke artikelen. 